# Динамические показатели популяции
Динамические показатели популяции — отражают процессы, протекающие в популяции на данный момент. Основные из них рождаемость, смертность, скорость роста популяции.
- Рождаемость — число новых особей, появившихся за единицу времени в результате размножения.
- Смертность — число особей, погибших в популяции за единицу времени.
- Скорость роста популяции — изменение численности популяции в единицу времени. Зависит от показателей рождаемости, смертности, иммиграции и эмиграции.

Скорость роста может быть выражена в виде кривой роста популяции. Существует две модели роста популяции: J-образная(Экспоненциальный рост) и S-образная(Сигмоидальный рост) .
- J-образная кривая отражает неограниченный рост численности популяции, не зависящий от плотности популяции.
- S-образная кривая отражает рост численности популяции, зависящий от плотности популяции, при которой скорость роста популяции снижается по мере роста численности (плотности).